# À la poursuite du Roi Plumes
Pour plus de détails, voir Fiche technique et Distribution.
À la poursuite du Roi Plumes (en suédois Resan till Fjäderkungens Rike) est un film d'animation danois et suédois réalisé par Esben Toft Jacobsen et sorti en France en 2014. C'est un long métrage animé en images de synthèse utilisant la technique du cinéma en relief. Il relate les aventures d'un jeune lapin marin qui part en quête du légendaire Roi Plumes afin de sauver sa mère disparue.

## Synopsis
Johan est un lapereau qui vit avec son père sur un bateau équipé de tout ce qu'il faut pour vivre confortablement. La mère de Johan a disparu au loin, mais Johan espère pouvoir la retrouver, même si son père lui dit que c'est malheureusement impossible. Un jour, pendant une escale à terre que fait son père, Johan capte sur la radio du navire un mystérieux message qui le décide à lancer le bateau en pleine mer, et à se lancer à la recherche du mystérieux Roi Plume, le seul capable de l'aider à retrouver sa mère. Il se retrouve confronté à un royaume magique, mais où il s'expose à de nombreux dangers.

## Fiche technique
- Titre : À la poursuite du Roi Plumes
- Titre original : Resan till Fjäderkungens Rike
- Réalisation : Esben Toft Jacobsen
- Sociétés de production :  Copenhagen Bombay, Film i Väst, Noble Entertainment, avec le soutien de C More Entertainment, TV2 Danemark, TV4 Suède.
- Pays de production :  Danemark,  Suède
- Langue originale : suédois
- Format : couleur - 2,35:1 (3D stéréoscopique) - son D-Cinema 48kHz 5.1
- Durée : 80 minutes
- Dates de sortie : 
  - Suède : 21 mars 2014
  - Danemark : 10 avril 2014
  - France : 15 octobre 2014

## Production
Produit par le studio Copenhaguen Bombay, À la poursuite du Roi Plumes est réalisé pour deux tiers en Suède et pour un tiers au Danemark. Le film dispose d'un budget de 2,8 millions d'euros. Il s'agit du premier long métrage suédois réalisé en 3D stéréoscopique.

## Accueil critique
Dans Télérama, Cécile Mury donne une critique favorable du film, dont elle apprécie l'univers visuel aux couleurs tendres, l'inventivité et la délicatesse dans le traitement du thème du deuil et du manque ; elle le rapproche sous cet aspect de films comme Le Jour des corneilles et Ma maman est en Amérique, elle a rencontré Buffalo Bill. Sur le site Avoir-alire.com, Frédéric Mignard donne une critique globalement positive du film, dont il apprécie la poésie, l'humour et la subtilité dans le traitement du thème du deuil sous la forme d'un voyage maritime. Il regrette quelques « carences techniques » dans le rendu des textures, mais estime que cela n'empêche pas le résultat d'être « séduisant ».

## Distinctions
Le film fait partie des films nommés (finalistes) pour le prix Generation Kplus du meilleur film lors de la Berlinale 2014.